# Irina Igorewna Dibirowa
Irina Igorewna Dibirowa (russisch Ирина Игоревна Дибирова, wiss. Transliteration Irina Igorevna Dibirova; * 12. März 1979 in Antrazyt, Sowjetunion, geborene Irina Igorewna Poltorazkaja) ist eine ehemalige russische Handballspielerin, die für die russische Nationalmannschaft auflief. Weiterhin war sie als Handballtrainerin tätig.

## Karriere

### Im Verein
Dibirowa spielte ab dem Jahr 1997 beim russischen Erstligisten Istotschnik Rostow, mit dem sie in ihrer ersten Saison die Meisterschaft gewann. Im Jahr 2000 wechselte die Rückraumspielerin zum Ligakonkurrenten GK Lada Toljatti. Mit Toljatti gewann sie 2002, 2003 und 2004 die russische Meisterschaft sowie 2002 den Europapokal der Pokalsieger.
Dibirowa schloss sie im Sommer 2014 dem dänischen Erstligisten Slagelse FH an. Den größten Teil der ersten Saison musste sie aufgrund einer Knieverletzung pausieren. Im Finale der EHF Champions League, das Slagelse gegen Kometal Gjorče Petrov Skopje gewann, war sie wieder einsatzfähig. Weiterhin gewann Dibirowa in derselben Spielzeit die dänische Meisterschaft. Zur Saison 2006/07 schloss sie sich dem russischen Erstligisten Swesda Swenigorod an. Mit Swesda gewann sie 2007 die russische Meisterschaft und den EHF-Pokal sowie 2008 die EHF Champions League und die EHF Champions Trophy. Im Jahr 2010 beendete sie ihre Karriere.

### In der Nationalmannschaft
Dibirowa gehörte dem Kader der russischen Nationalmannschaft an. Mit der russischen Auswahl gewann sie 2001, 2005 und 2007 die Goldmedaille bei der Weltmeisterschaft, 2006 die Silbermedaille bei der Europameisterschaft, 2008 die Silbermedaille bei den Olympischen Spielen sowie 2000 und 2008 die Bronzemedaille bei der Europameisterschaft.

### Trainertätigkeit
Dibirowa übernahm im März 2017 das Traineramt des mazedonischen Vereins ŽRK Vardar SCBT. Unter ihrer Leitung gewann Vardar 2017 und 2018 das nationale Double. Weiterhin stand ihre Mannschaft 2017 und 2018 im Finale der EHF Champions League. Nach der Saison 2017/18 beendete sie diese Tätigkeit. Anschließend hatte sie das Angebot als Co-Trainerin der russischen Nationalmannschaft zu fungieren, das sie jedoch aus familiären Gründen nicht annahm. Seit der Saison 2023/24 trainiert sie den russischen Erstligisten GK Rostow am Don. Unter ihrer Leitung gewann Rostow 2025 den russischen Pokal.

## Sonstiges
Ihr Ehemann Timur Dibirow ist ein ehemaliger russischer Handballspieler, mit dem sie zwei Kinder hat.